# 梶伊織
梶 伊織（かじ いおり、1992年1月30日 - ）は、元ラグビーユニオン選手。

## 略歴
大和郡山市少年少女ラグビースクールに所属した。
2010年、御所実業高校卒業後、大東文化大学に入学する。
2013年、大東文化大学ラグビー部の副将に就任した。
2014年、大東文化大学卒業後、パナソニック ワイルドナイツに加入。
2017年9月9日に行われたジャパンラグビートップリーグ第3節のコカ・コーラレッドスパークス戦にて途中出場で公式戦初出場を果たす。
2025年6月、埼玉パナソニックワイルドナイツを退団し、選手引退した。